# Olga Ahtinen
Olga Ahtinen (Kokkola, 15 augustus 1997) is een voetbalspeelster uit Finland. Ze speelt als middenvelder voor Tottenham Hotspur in de FA Women's Super League.

## Clubcarrière
Ahtinen begon haar carrière in 2013 bij GBK Kokkola. Ze speelde daarna voor diverse clubs in Finland voordat ze in 2017 naar Brøndby IF in de Elitedivisionen overstapte.
In 2019 ging Ahtinen naar het Zweedse Bundeflo IF.
Een jaar later ging ze naar competitiegenoot Linköpings FC. In 2021 werd Ahtinen uitgeroepen tot the Most Valuable Player in de Damallsvenskan.
In augustus 2023 tekende Ahtinen een contract bij Tottenham Hotspur. Ze maakte haar debuut voor de club uit Londen op 1 oktober 2023 in een met 2-1 verloren uitwedstrijd. Haar eerste doelpunt in de Super League maakte Ahtinen op 8 oktober 2023 in een thuiswedstrijd tegen Bristol City WFC. In een wedstrijd tegen Liverpool LFC beschadigde Ahtinen haar knieband⁣, maar er was geen noodzaak tot verder onderzoek.

## Statistieken
| Seizoen | Club                 | Land       | Competitie        | Wedstrijden | Doelpunten |
| ------- | -------------------- | ---------- | ----------------- | ----------- | ---------- |
| 2013    | GBK Kokkola          | Finland    | Kakkonen          | 10          | 1          |
| 2014    | Kokkola Futis 10     | Finland    | Kansallinen Liiga | 23          | 3          |
| 2015    | Pallokissat          | Finland    | Kansallinen Liiga | 23          | 4          |
| 2016    | Pallokissat          | Finland    | Kansallinen Liiga | 23          | 4          |
| 2017    | P-35 Vantaa          | Finland    | Kansallinen Liiga | 16          | 3          |
| 2017/18 | Brøndby IF           | Denemarken | Elitedivisionen   | 22          | 8          |
| 2018/19 | Brøndby IF           | Denemarken | Elitedivisionen   | 23          | 5          |
| 2019    | IF Linhamn Bunkeflo  | Zweden     | Damallsvenskan    | 14          | 0          |
| 2020    | Linköpings FC        | Zweden     | Damallsvenskan    | 20          | 0          |
| 2021    | Linköpings FC        | Zweden     | Damallsvenskan    | 17          | 0          |
| 2022    | Linköpings FC        | Zweden     | Damallsvenskan    | 22          | 5          |
| 2023    | Linköpings FC        | Zweden     | Damallsvenskan    | 7           | 2          |
| 2023/24 | Tottenham Hotspur FC | Engeland   | Super League      | 16          | 1          |
| 2024/25 | Tottenham Hotspur FC | Engeland   | Super League      | 10          | 1          |
| Totaal  | Totaal               | Totaal     | Totaal            | 246         | 37         |

Laatste update: 11 maart 2025

## Interlandcarrière
Olga Ahtinen maakte haar debuut voor het Finse nationale team in 2017. In de kwalificatiereeks voor het WK 2019 maakte Ahtinen in alle acht wedstrijden haar opwachting. Ze maakte haar eerste interlanddoelpunt in een 2-0 overwinning op Servië.
Finland wist zich te plaatsen voor het EK 2022 en Ahtinen werd opgenomen in de selectie voor dit eindtoernooi in Engeland. Met Finland wist Ahtinen niet voorbij de groepsfase te geraken na drie nederlagen. Ahtinen kwam in alle wedstrijden in actie.